# Odontosyllis brevicirra
Odontosyllis brevicirra är en ringmaskart som beskrevs av Hartmann-Schröder 1991. Odontosyllis brevicirra ingår i släktet Odontosyllis och familjen Syllidae. Inga underarter finns listade i Catalogue of Life.